# 凱勒布迪爾
凯勒布迪爾（Celebdil）即銀峰（Silvertine）或矮人語中的西拉克西吉爾（Zirakzigil），是托爾金（J. R. R. Tolkien）小說中土大陸的虛構山峰。
凯勒布迪爾是迷霧山脈（Misty Mountains）的一座山峰，矮人城市凱薩督姆（Khazad-dûm）以上三個山峰的其中一個（另外兩個是卡蘭拉斯山及法怒德何）。凯勒布迪爾的山頂聳立著都靈之塔（Durin's Tower）。這裡也是甘道夫（Gandalf）及炎魔（Balrog）的最後決戰之地，甘道夫在山頂擊殺了炎魔。

## 創作靈感

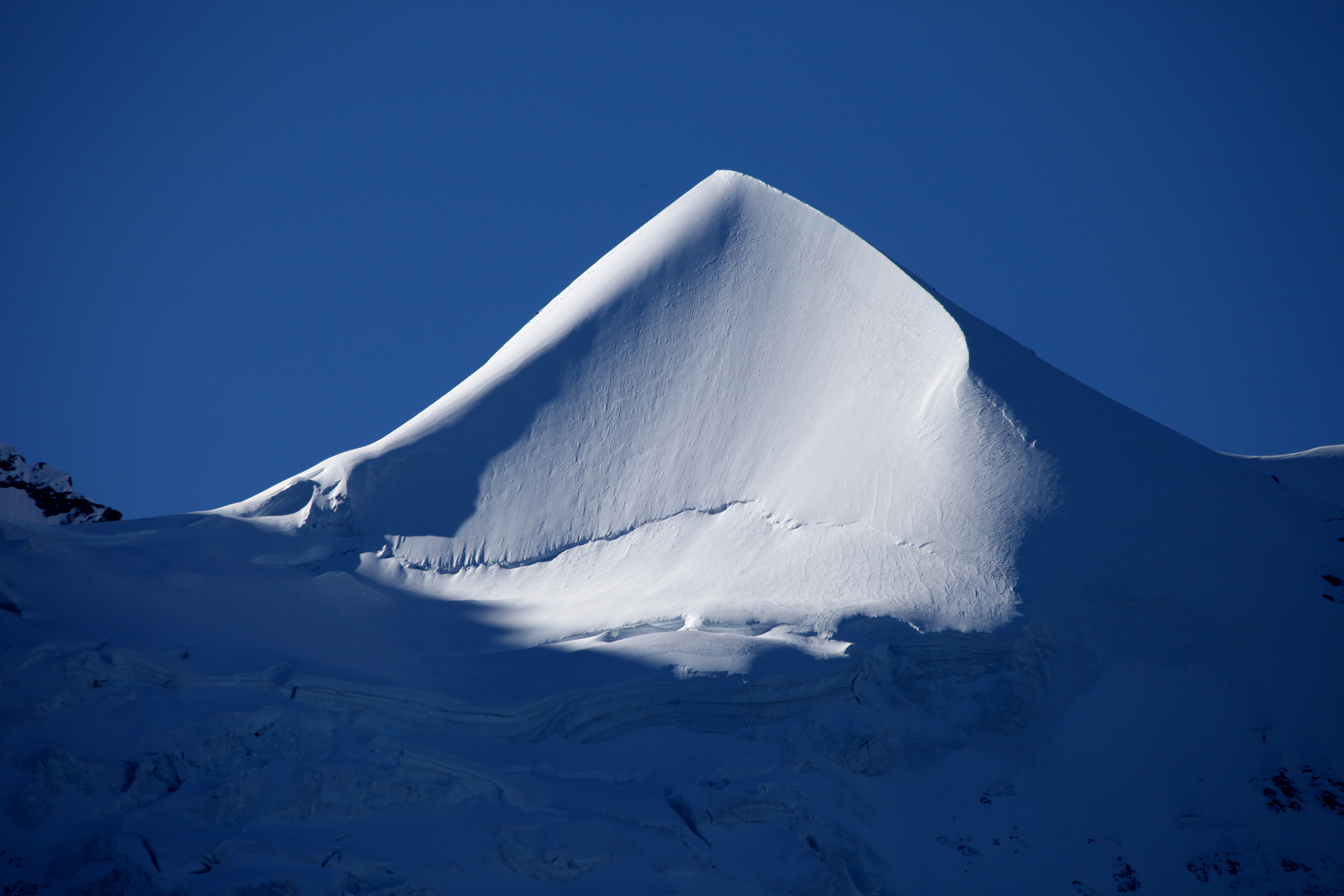
瑞士的錫爾伯峰。

1911年，托爾金與一群親友到瑞士旅行及登山，這次經歷激發了他的想像。後來他在1968年的信件表示他視米倫（Mürren）的錫爾伯峰（Silberhorn）為他夢想中的銀峰。